# Pułk Konny im. Hetmana Iwana Mazepy
2 pułk konny im. Hetmana Iwana Mazepy – oddział kawalerii Armii Czynnej Ukraińskiej Republiki Ludowej.

## Formowanie i zmiany organizacyjne
W wyniku rozmów atamana Symona Petlury z naczelnikiem państwa i zarazem naczelnym wodzem wojsk polskich Józefem Piłsudskim prowadzonych w grudniu 1919, ten ostatni wyraził zgodę na tworzenie ukraińskich jednostek wojskowych w Polsce.
Pułk wywodzi się od sotni kawalerii 2 Dywizji Piechoty „Sicz Zaporoska”. Po przekształceniach, od 29 stycznia 1920 jednostka, już jako pułk, wchodziła w skład zbiorczej Wołyńskiej Dywizji Strzelców i w jej składzie wzięła udział w I Pochodzie Zimowym Armii Czynnej. Pod koniec maja pułk został uzupełniony rekrutami z terenu powiatu jampolskiego. 4 czerwca rozpoczęto formowanie konnej baterii artylerii. Rozkazem  Dowództwa Armii Czynnej nr 183 z 1 października 1920 przemianowano pułk na 2 pułk konny Dywizji Wołyńskiej.
W październiku Armia URL przeprowadziła mobilizację. W jej wyniku liczebność jej oddziałów znacznie wzrosła. W związku z podpisaniem przez Polskę układu o zawieszeniu broni na froncie przeciwbolszewickim, od 18 października  wojska ukraińskie zmuszone były prowadzić działania zbrojne samodzielnie.
Pod koniec listopada, pod naciskiem Sowietów pułk przeszedł na zachodni brzeg Zbrucza, gdzie został internowany i rozbrojony. W związku z demobilizacją Armii URL został rozformowany w 1924.

## Żołnierze oddziału
| Dowódcy jednostki         |                           |       |
| Stopień, imię i nazwisko  | Okres pełnienia służby    | Uwagi |
| ppłk Ołeksandr Nedzweckyj | (29 I 1920 – 22 VIII 1922 |       |

| Kawalerowie Krzyża Walecznych | Kawalerowie Krzyża Walecznych | Kawalerowie Krzyża Walecznych |
| ----------------------------- | ----------------------------- | ----------------------------- |
| chor. Briuszenko Wasyl        | sot. Czepajtis Bronisław      | chor. Czyruk Oleksa           |
| chor. Danyłenko Oleksandr     | czot. Dosfe Iwan              | chor. Dudniczenko Leonid      |
| czot. Habremko Maksym         | chor. Hajowyk Mefodij         | bun. Hapczenko Pawio          |
| czot. Iljenko Pawło           | por. Kimnackyj Witalij        | por. Kowalski Wasyl           |
| chor. Kuc Hryhorij            | chor. Naumenko Mychajło       | ppłk Nedzwecki Oleksandr      |
| chor. Raczke Ferdynand        | czot. Sadownyczyj Iwan        | chor. Siromacha Kyryło        |
| sot. Sołowjiw Mykoła          | chor. Sydorenko Serhij        | por. Weremijenko Wasyl        |